# Alex Camerman
Alex Camerman (17 mei 1969) is een Belgisch voormalig voetballer die uitkwam als verdediger. Hij is de enige speler die zowel voor het oorspronkelijk Beerschot heeft gespeeld, als voor de laatste tegenstander van Beerschot (Rita Berlaar), als voor de club die Beerschot opslorpte (Germinal Ekeren).

## Carrière
| seizoen | club            | land   | competitie      | wed. | goals |
| ------- | --------------- | ------ | --------------- | ---- | ----- |
| 1985/86 | Beerschot VAC   | België | Jupiler League  | 1    | 0     |
| 1986/87 | Beerschot VAC   | België | Jupiler League  | 9    | 1     |
| 1987/88 | Beerschot VAC   | België | Jupiler League  | ?    | ?     |
| 1988/89 | Beerschot VAC   | België | Jupiler League  | ?    | ?     |
| 1989/90 | Beerschot VAC   | België | Jupiler League  | 8    | 0     |
| 1990/91 | Beerschot VAC   | België | Jupiler League  | 23   | 1     |
| 1991/92 | Beerschot VAC   | België | Derde Klasse B  | ?    | ?     |
| 1992/93 | Beerschot VAC   | België | Tweede Klasse   | 22   | 3     |
| 1993/94 | Beerschot VAC   | België | Tweede Klasse   | 23   | 2     |
| 1994/95 | Cercle Brugge   | België | Jupiler League  | 31   | 0     |
| 1995/96 | Cercle Brugge   | België | Jupiler League  | 26   | 1     |
| 1996/97 | Cercle Brugge   | België | Jupiler League  | 21   | 0     |
| 1997/98 | Germinal Ekeren | België | Jupiler League  | 11   | 1     |
| 1998/99 | Beerschot VAC   | België | Derde Klasse B  | 9    | 2     |
| 1999/00 | Rita Berlaar    | België | Vierde Klasse B | 1    | 0     |